# Alfred Hans Zoller
Alfred Hans Zoller (* 6. Oktober 1928 in Neu-Ulm; † 14. Oktober 2006 ebenda) war ein deutscher Komponist, Jazz-Pianist, Kantor und Organist.

## Leben
Zoller arbeitete als Vertriebsleiter der Südwest Presse. Ab 1956 war er Organist, 1960 auch Kantor in Reutti bei Neu-Ulm. Dort gründete er die „St. Margret Singers“, einen Gospelchor, der mit dazu beitrug, dass Elemente des Jazz und der „Schwarzen Musik“ in deutschen evangelischen Gottesdiensten Verbreitung und Anerkennung fanden. Er komponierte zahlreiche Neue Geistliche Lieder.

## Kompositionen
- „Lass uns spüren“, 3. Preis beim 2. Wettbewerb der Evangelischen Akademie Tutzing 1963
- „Schiff in Not“, zusammen mit dem Pfarrer und Liedermacher Kurt Rommel
- „Stern über Bethlehem“, 1964, erschien als Cover-Version unter dem Namen „She“ von Groove Coverage 2004

## Wirkungsgeschichte
Zollers Lied vom „Stern über Bethlehem“ fand unter anderem Eingang in einige Regionalteile des landeskirchlichen Evangelischen Gesangbuchs (EG) (z. B. Bayern: Nummer 545; Hessen-Nassau: Nr. 542; Württemberg: Nummer 540). Seit der Perikopenreform von 2018 ist das Lied eins der Tageslieder für das Epiphaniasfest. Im katholischen Gebet- und Gesangbuch Gotteslob ist das Lied unter Nummer 261 abgedruckt. Im Mennonitischen Gesangbuch ist es unter der Nummer 265 zu finden. In manchen Gemeinden wird es außerdem von den Sternsingern gesungen. Es gehört damit zu den wichtigsten weihnachtlichen Kirchenliedern der Neuzeit.